# Le Déjeuner sur l'herbe (film)
Le Déjeuner sur l'herbe is een Franse dramafilm uit 1959 onder regie van Jean Renoir.

## Verhaal
De bioloog Étienne Alexis is een voorstander van kunstmatige inseminatie, omdat ze de sociale omstandigheden zou verbeteren en de passie zou elimineren. Tijdens een picknick met aanhangers van zijn theorieën wordt hij betoverd door een sater. Hij wordt vervolgens verliefd op een boerenmeisje en geeft de wetenschap op.

## Rolverdeling
| Acteur              | Personage         |
| ------------------- | ----------------- |
| Paul Meurisse       | Étienne Alexis    |
| Charles Blavette    | Gaspard           |
| André Brunot        | Pastoor           |
| Régine Blaess       | Claire            |
| Marguerite Cassan   | Mevrouw Poignant  |
| Robert Chandeau     | Laurent           |
| Jacques Danoville   | Mijnheer Poignant |
| Hélène Duc          | Isabelle          |
| Paulette Dubost     | Forestier         |
| Ghislaine Dumont    | Magda             |
| Jacqueline Fontel   | Michelet          |
| Micheline Gary      | Madeleine         |
| Jean-Pierre Granval | Ritou             |
| Michel Herbault     | Moutet            |
| Raymond Jourdan     | Eustache          |